# Ramusella fasciata
Ramusella fasciata är en kvalsterart som först beskrevs av Paoli 1908.  Ramusella fasciata ingår i släktet Ramusella och familjen Oppiidae.

## Underarter
Arten delas in i följande underarter:
- R. f. fasciata
- R. f. sahariensis
- R. f. sudamericana